# Dekstropropoksyfen
Dekstropropoksyfen (łac. dextropropoxyphenum) – wielofunkcyjny organiczny związek chemiczny, izomer 2S,3R propoksyfenu, stosowany jako lek przeciwbólowy.
Cząsteczka propoksyfenu zawiera dwa centra chiralności, z czego wynika istnienie czterech diastereoizomerów. Jedynie izomer 2S,3R znalazł szersze medyczne zastosowanie; lewopropoksyfen (izomer 1R,2S) był sprzedawany, pod nazwą handlową Novrad, jako lek przeciwkaszlowy, ale obecnie przyjmuje się, że nie ma on użytecznych dla człowieka właściwości przy stężeniu w osoczu niegrożącym działaniem toksycznym.
Jest substancją działającą przeciwbólowo ok. 1,5–2 razy słabiej niż kodeina, jeśli jednak jest podawana razem z paracetamolem lub niesteroidowymi lekami przeciwzapalnymi, to działa z nimi synergistycznie.
Stosowany jest doustnie (przy innych sposobach podawania powoduje miejscowe podrażnienie). Rzadko powoduje uzależnienie fizyczne; może się ono pojawić przy długotrwałym stosowaniu dawek 600–800 mg/dobę.
Ze względu na ryzyko śmierci z powodu przedawkowania, zarówno przypadkowego, jak celowego, Europejska Agencja Leków zaleciła w 2010 r. wycofanie doustnych postaci leku. W niektórych krajach europejskich (Szwecja i Wielka Brytania) decyzję o wycofaniu z rynku preparatów dekstropropoksyfenu podjęto już w 2005 r. W Wielkiej Brytanii osiągnięto dzięki temu znaczący spadek liczby samobójstw z powodu przedawkowania leków.